# Alfabetul grec
Alfabetul grec este o culegere a celor 24 de litere folosite pentru a scrie în limba greacă din secolul VIII î.Hr. până astăzi. Este primul și cel mai vechi alfabet care notează fiecare vocală și fiecare consoană cu semne separate. Începând din secolul II î.Hr. literele grecești au fost folosite și pentru a marca numerele.
Alfabetul grec își are originile în alfabetul fenician și nu este legat de scrierea liniară B sau alfabetul silabic cipriot, sistemele folosite anterior pentru a reprezenta limba greacă în scris. A dat naștere mai multor alfabete folosite în Europa și Orientul Mijlociu, inclusiv cel latin și cel chirilic. În afară de funcția sa de reprezentare scrisă a limbii grecești, literele alfabetului grec sunt folosite azi ca simboluri în matematică și alte științe exacte.

## Litere
| Literă mare | Literă mică | Transliterare antică | Transliterare modernă | Pronunție în AFI                           | Denumire         |
| ----------- | ----------- | -------------------- | --------------------- | ------------------------------------------ | ---------------- |
| Α           | α           | a                    | a                     | /a/ (modern) sau /aː/ (antic)              | Alfa             |
| Β           | β           | b                    | v                     | /v/ (modern) sau /b/ (antic)               | Beta             |
| Γ           | γ           | g                    | g                     | între /ɣ/ și /ʝ/ (modern) sau /g/ (antic)  | Gama (sau Gamma) |
| Δ           | δ           | d                    | d                     | /ð/ (modern) sau /d/ (antic)               | Delta            |
| Ε           | ε           | e                    | e                     | /e/                                        | Epsilon          |
| Ζ           | ζ           | z                    | z                     | /z/ (modern) sau /dz/ (antic)              | Zeta             |
| Η           | η           | e                    | i                     | /i/ (modern) sau /ɛː/ (antic)              | Eta              |
| Θ           | θ           | th                   | th                    | /θ/ (modern) sau /tʰ/ (antic)              | Teta             |
| Ι           | ι           | i                    | i                     | /i/ (modern) sau /iː/ (antic)              | Iota             |
| Κ           | κ           | c                    | k                     | între /c/ și /k/ (modern) sau [k] (antic)  | Kappa            |
| Λ           | λ           | l                    | l                     | /l/                                        | Lambda           |
| Μ           | μ           | m                    | m                     | /m/                                        | Miu              |
| Ν           | ν           | n                    | n                     | /n/                                        | Niu              |
| Ξ           | ξ           | x                    | x                     | /ks/                                       | Csi              |
| Ο           | ο           | o                    | o                     | /o/                                        | Omicron          |
| Π           | π           | p                    | p                     | /p/                                        | Pi               |
| Ρ           | ρ           | r                    | r                     | /r/                                        | Ro               |
| Σ           | σ, ς        | s                    | s                     | /s/                                        | Sigma            |
| Τ           | τ           | t                    | t                     | /t/                                        | Tau              |
| Υ           | υ           | y                    | y                     | /i/ (modern) sau /yː/ (antic)              | Ipsilon          |
| Φ           | φ           | ph                   | f                     | /f/ (modern) sau /pʰ/ (antic)              | Fi               |
| Χ           | χ           | ch                   | kh                    | între /x/ și /ç/ (modern) sau /kʰ/ (antic) | Hi               |
| Ψ           | ψ           | ps                   | ps                    | /ps/                                       | Psi              |
| Ω           | ω           | o                    | o                     | /o/ (modern) sau /ɔː/ (antic)              | Omega            |

Literele grecești sunt folosite deseori în notația științifică, mai ales în algebră, geometrie și fizică:
- Unghiurile sunt notate cu θ (teta mic) sau α (alfa mic).
- Litera Δ (delta mare) este folosită pentru a desemna un interval, dar și pentru a rezolva o ecuație algebrică de gradul al II-lea (discriminantul ecuației).
- Litera ε (epsilon mic) este folosită pentru a desemna valorile neglijabile (cantități mici).
- Litera π (pi mic) este utilizată în matematică pentru a desemna raportul dintre circumferința unui cerc și diametrul său, având valoarea numerică de aproximativ 3,1415926536.
- Litera ω (omega mic) desemnează în fizică viteza unghiulară.
- Litera Ω (omega mare) este simbolul pentru o unitate din SI a rezistenței electrice, ohmul.
- Litera μ (miu mic) este simbolul pentru prefixul SI micro, care reprezintă o milionime dintr-o unitate.
- Litera ρ (ro mic) este folosită în matematică pentru a indica coordonata radială într-un sistem de coordonate polare și în fizică pentru densitate.
- Litera χ (hi mic) este utilizată în fizică pentru a desemna un coeficient de compresibilitate (termodinamică și unde).
- Litera Σ (sigma mare) este utilizată în matematică pentru a desemna o sumă de elemente.
- Literele grecești sunt folosite în astronomie pentru a desemna stelele .
- Diferitele tipuri de radiații emise de substanțele radioactive sunt notate respectiv α, β și γ.

## Litere grecești scoase din uz
| Literă mare | Literă mică | Transcriere clasică | Denumire |
| ----------- | ----------- | ------------------- | -------- |
| Ϝ           | ϝ           | w                   | Digama   |
| Ϛ           | ϛ           | st                  | Stigma   |
| Ͱ           | ͱ           | h                   | Hêta     |
| Ϻ           | ϻ           | s                   | San      |
| Ϙ           | ϙ           | q                   | Koppa    |
| Ͳ           | ͳ           | ss                  | Sampi    |
| Ϸ           | ϸ           | sh                  | Șo       |